# Upagupta
Upagupta nazywany też Tissa Moggalliputta – był buddyjskim mnichem pochodzącym z Mathury i nauczycielem Asioki. Zmarł około roku 335 p.n.e. Uważany jest za czwartego patriarchę medytacyjnej (skt. dhjana, chiń. chan) linii przekazu nauki w buddyzmie.
Znany jako nauczyciel króla Asioki pod koniec panowania króla, na jego życzenie, zwołał w Patalipurze trzeci sobór buddyjski z udziałem tysiąca mnichów. Sobór postawił sobie za cel oczyszczenie religii i przywrócenie pokoju w zgromadzeniu, gdyż wiele osób niegodnych wstępowało do sanghi dla wygodnego życia, co powodowało częste zamieszanie. Czcigodny Tissa wygłosił tam naukę o tzw. „Punktach spornych”. Jednym z postanowień soboru było wysyłanie misjonarzy do dziewięciu krajów.
Nauczanie Buddy ustalone i zatwierdzone przez trzeci sobór ukształtowało ostatecznie szkołę therawady. Ona jako jedyna ze szkół, na które podzielił się buddyzm, posługiwała się językiem pali. Pozostałe szkoły zaczęły używać sanskrytu jako języka kanonicznego.
Z jego osobą związane są również liczne legendy wplatające się też w życie wielkiego króla.